# Federalista n.º 10

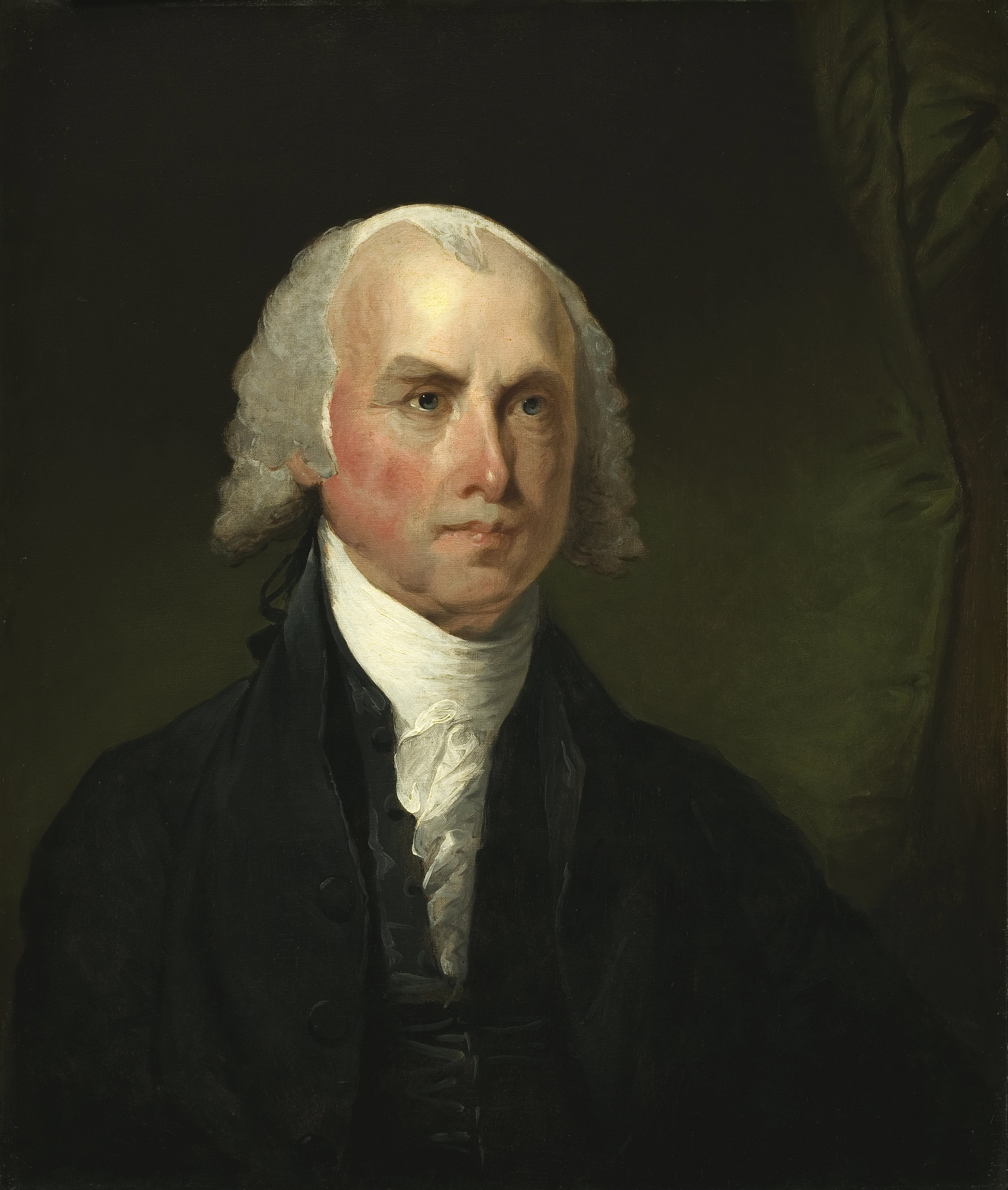
Retrato de James Madison, pintado por Gilbert Stuart, c.1821. Atualmente na National Gallery of Art, EUA.

Federalista n.º 10 é um ensaio escrito por James Madison como o décimo de O Federalista, uma série de ensaios iniciada por Alexander Hamilton defendendo a ratificação da Constituição dos Estados Unidos. Foi publicado pela primeira vez no The Daily Advertiser (Nova York) em 22 de novembro de 1787, sob o nome de "Publius". O Federalista n.º 10 está entre os mais conceituados de todos os escritos políticos norte-americanos.
O n.º 10 aborda a questão de como conciliar os cidadãos com interesses contrários aos direitos dos outros ou hostis aos interesses da comunidade como um todo. Madison via as facções como inevitáveis devido à natureza do homem - isto é, enquanto as pessoas tiverem opiniões diferentes, tiverem quantidades diferentes de riqueza e possuírem quantidades diferentes de propriedades, elas continuarão a formar alianças com pessoas que são mais semelhantes a elas e por vezes trabalharão contra o interesse público e infringirão os direitos de outros. Ele, portanto, questiona como se proteger contra esses perigos.
O Federalista n.º 10 continua um tema iniciado no Federalista n.º 9 e é intitulado "A Utilidade da União como Salvaguarda Contra Facções e Insurreições Domésticas". Toda a série é citada por estudiosos e juristas como uma interpretação autorizada e explicação do significado da Constituição. Historiadores como Charles A. Beard argumentam que o número 10 mostra uma rejeição explícita pelos fundadores dos princípios da democracia direta e faccionalismo, e argumentam que Madison sugere que uma república representativa é mais eficaz contra o partidarismo e as facções.
Madison viu a Constituição federal como uma "combinação feliz" de uma república e uma democracia mais pura, com "os grandes e agregados interesses sendo encaminhados para a legislatura nacional, os locais e particulares para as legislaturas estaduais", resultando em uma estrutura governamental descentralizada. Na sua opinião, isto tornaria "mais difícil para candidatos indignos praticarem as artes viciosas pelas quais as eleições são muitas vezes realizadas".